# حياة رجل إطفاء أمريكي
حياة رجل إطفاء أمريكي (بالإنجليزية: Life of an American Fireman) هو فيلم أبيض وأسود قصير أمريكي صامت صدر عام 1903 من إخراج إدوين إس بورتر لصالح شركة إديسون للتصنيع. تم تصويره في أواخر عام 1902 وتم توزيعه في أوائل عام 1903. وهو أحد أقدم الأفلام الروائية الأمريكية ، ويصور عملية إنقاذ امرأة وطفل من مبنى محترق، يحمل الفيلم أوجه تشابه ملحوظة مع الفيلم البريطاني القصير عام 1901 حريق! من إخراج جيمس ويليامسون.
تم اختيار الفيلم للحفظ في الولايات المتحدة سجل الوطني للأفلام من قبل مكتبة الكونغرس باعتباره "مهمًا ثقافيًا أو تاريخيًا أو جماليًا" في عام 2016.

## روابط خارجية
- حياة رجل إطفاء أمريكي  في قاعدة بيانات الأفلام على الإنترنت (بالإنجليزية)
- The Life of an American Fireman على يوتيوب
- Scene-by-scene description, with screenshots. نسخة محفوظة 24 أغسطس 2013 على موقع واي باك مشين. Telecommunication and Film Department, the University of Alabama.
- Life of an American Fireman (1903) - Full Version على يوتيوب